# Akamasz
Akamasz (vagy Ákámász) (görögül: Ακάμας)  a görög mitológiában:
1. Thészeusz athéni király és Phaidra fia, a trójai háború egyik résztvevője, az Akamaszidák attikai phüléjének (törzsének) névadója. Akamaszt Diomédészel együtt Trójába küldték, hogy Helenét visszakövetelje. Priamosz leánya, Láodiké beleszeretett Akamaszba, és egy fiút szült tőle: Munitoszt. Trója eleste után Akamasz és fivére, Démophoón kiszabadították a Dioszkuroszok által elrabolt és Helené rabszolganőjévé tett Aithrát, Thészeusz anyját, és visszavitték Athénba. Akamasz (más változat szerint: Démophoón) Thrákiában feleségül vette Phüllisz királylányt, aki, mikor a hős elhagyta, egy bűvös ládikával ajándékozta meg. Akamasz Küprosz (ma Ciprus) szigetére ment, hogy ott kolóniát alapítson; kinyitotta a ládikát, s tartalma láttán olyan rémület fogta el, hogy leesett lováról, egyenesen saját kardjába, s az felnyársalta - így lelte halálát. Apollodórosznál e monda hőse Démphoón.
2. Vitézségéről és gyors futásáról híres thrák hős, a trójaiak oldalán harcolt a trójai háborúban.
3. Trójai hős, Anténór és Theanó fia.
Személynévként talán azt jelenti: "fáradhatatlan.